# Palaeoacanthopsyche
Palaeoacanthopsyche is een geslacht van vlinders van de familie van de zakjesdragers (Psychidae). De wetenschappelijke naam van dit geslacht is voor het eerst voorgesteld door Wilfried Rudi Arnscheid en Michael Weidlich in een publicatie uit 2017.
Dit geslacht is monotypisch, dat wil zeggen dat het maar één soort heeft namelijk Palaeoacanthopsyche uralensis (Freyer, 1847), die in Zuidoost-Europa voorkomt.